# Albert Eckert
Albert Karl Eckert (* 2. November 1960 in München-Pasing) ist ein deutscher Bürgerrechtler und Politiker.

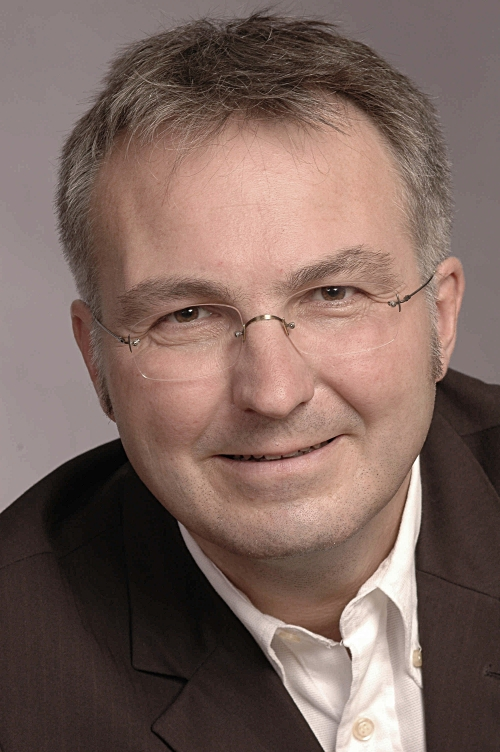
Albert Eckert

## Leben
Eckert kam als drittes Kind seiner Eltern zur Welt und wuchs in Gilching bei München auf. Während seiner Schulzeit am Gymnasium war er Schülervertreter und Redakteur der Schülerzeitung. Nach dem Abitur 1981 in Hofheim am Taunus studierte er in Tübingen am Leibniz Kolleg und an der Eberhard Karls Universität sowie in Berlin an der Freien Universität Politikwissenschaft, Germanistik, Philosophie und Psychologie. 1987 schloss er als Diplom-Politikwissenschaftler ab.
Politisch war er von 1982 an im Berliner Landesverband der Humanistischen Union aktiv, einige Zeit als Geschäftsführer, und setzte sich 1983 aktiv für den Volkszählungsboykott ein. Dabei lernte er Andreas Salmen kennen, der 1984 Mitgründer der Berliner Schwulenzeitschrift Siegessäule war. Eckert gehörte dort zu den ersten Autoren und schrieb auch von 1986 bis 1995 für die Zeitschrift magnus.
Von 1989 bis 1995 war er parteiloses Mitglied der Fraktion der Alternativen Liste (später: Bündnis 90/Die Grünen) des Berliner Abgeordnetenhauses. Kurzzeitig war Eckert dessen Vizepräsident. Seinen Rücktritt erklärte er, nachdem die CDU ihm vorwarf, aufgrund seiner Tätigkeit im Wellnessbereich (Masseurtätigkeit) als Strichjunge tätig gewesen zu sein.
Eckert engagierte sich parlamentarisch vorwiegend in der Kultur- und Rechtspolitik und war Mitbegründer des Kulturvereins Kunst und Knast. Daneben blieb er der Lesben- und Schwulenbewegung verbunden und gründete 1993 die Initiative Der homosexuellen NS-Opfer gedenken, die sich seither für ein Denkmal für die im Nationalsozialismus verfolgten Homosexuellen einsetzte. Ehrenamtlich ist er seit 1998 im Präsidium der Neuen Gesellschaft für Bildende Kunst aktiv.
Von 1997 bis 2005 leitete er die Öffentlichkeitsarbeit der Heinrich-Böll-Stiftung, unterbrochen durch eine mehrmonatige Tätigkeit 2002 als stellvertretender Sprecher des Berliner Senats. Seit 2005 ist er freiberuflich tätig, u. a. als Politik-, PR- und Erben-Berater.

## Ehrungen
Am 20. Januar 2012 erhielt Albert Eckert das Verdienstkreuz am Bande der Bundesrepublik Deutschland.

## Schriften
- Hauptstadt 95/96. Polit-Handbuch Berlin und Brandenburg, bebra Verlag, Berlin 1995.